# مورازون
مورازون هي بلدية (بلدية) يبلغ عدد سكانها حوالي 4000 نسمة في مقاطعة فاريزي في منطقة لومباردي الإيطالية، وتقع على بعد حوالي 40 كيلومترًا (25 ميلًا) شمال غرب ميلانو وحوالي 6 كيلومتر (4 ميل) جنوب فاريزي . يخدمها محطة سكة حديد Gazzada-Schianno-Morazzone .

تحد مورازون البلديات التالية: برونيلو، كارونو فاريسينو، كاستيليوني أولونا، كاسترونو، غازادا شيانو، غورنيت أولونا، لوزا.

شعار النبالة القديمشعار النبالة القديم

## المدن الشقيقة
- Wimblington, England, United Kingdom (2007);
- Békésszentandrás, Hungary (2016).